# 加藤愛雄
加藤 愛雄（かとう よしお、1905年11月30日 - 1992年1月28日）は、日本の地球物理学者。東北大学名誉教授。理学博士。専門は地球電磁気学。
化学者の加藤多喜雄は兄。生物学者の加藤陸奥雄、地質学者の加藤磐雄は弟。大甥（甥の息子）に数学者の加藤文元。

## 経歴
千葉県夷隅郡大多喜町生まれ。旧制宮城県仙台第一中学校、旧制第二高等学校を経て、1930年東北帝国大学理学部物理学科卒業。同年より同大学副手、翌年助手、1938年助教授、1945年地球物理学教室を創設、教授となる。
- 1956年 仙台市天文台台長。
- 1957年 東北大学理学部附属地磁気観測所長併任。
- 1964年6月 航空磁気儀を完成し水路観測事業に貢献した功績により運輸大臣表彰。
- 1965年4月 日本地球電気磁気学会会長。
- 1968年5月 地磁気の変化磁場とその微細変動の原因に関する研究により日本学士院賞受章。
- 1969年4月 東北大学名誉教授。
- 1976年11月 従四位に叙せられ、勲二等瑞宝章受章。
- 1979年10月 仙台市教育委員会委員長。
- 1985年11月 日本学士院会員。
- 1992年1月 正四位に叙せられる。

## 研究業績
短周期の地球磁場変動を観測するため、東北大学金属材料研究所で発見された高誘導磁率合金センダストを磁芯に用いた誘導型磁力計（フラックスゲート磁力計）を開発、地磁気3成分の微細変動を長期間広範囲にわたって観測し、正弦波形定常脈動を各周波数ごとにPc1からPc5までの5つに分類した。これらの分類は世界標準として現在も使用されている。また磁気嵐初動に伴うPi脈動、Pi2脈動を発見したが、ソルボンヌ大学Grenett教授によりアルジェリアのタマンラッセで観測されたPi2と、地球のほぼ反対側の宮城県女川地磁気観測所で観測されたPi2が同時に同位相であることから、この地磁気脈動が汎世界的現象であることを明らかにした。
- 日蝕時の観測により地球磁場の日蝕効果を明らかにしている。
- 地磁気変動中の地球内部電磁感応成分の「東北日本異常」の存在を発見した。
- 航空磁力計を開発し日本各地の航空磁気探査を行い、地質構造と地球磁気異常分布の関係の研究に寄与した。
- 地球磁場を基準として、磁力計をロケットなどの飛翔体の姿勢計として利用する方式の実用化に成功した。

## 著作
- 『宇宙へのさすらい』科学随筆文庫8、学生社、pp.87-146、1979年。